# ملعب سردار جنغل
ملعب سردار جنغل (بالفارسية: ورزشگاه سردار جنگل) هو ملعب كرة قدم في إيران، ويقع مقره الرئيسي في مدينة رشت، إيران، يستضيف الملعب عدد من مباريات دوري المحترفين الإيراني، يتسع لـ 15 ألف متفرج.